# Przetłaczanie
Przetłaczanie - proces obróbki plastycznej, polegający na zwiększeniu wysokości wytłoczki kosztem zmniejszenia jej średnicy, przy czym grubość ścianki jest stała.
Niebezpieczeństwo obwodowego pęknięcia wytłoczki w czasie procesu wytłaczania ogranicza wysokość wytłoczki, która praktycznie nie przekracza (0,7—0,8) średnicy końcowej. W celu uzyskania większych wysokości wstępnie ukształtowaną wytłoczkę poddaje się następnej operacji zwanej wyciaganiem. 